# باکا توپولا
باکا توپولا (به صربی: Bačka Topola) یک روستا در صربستان است که در باکا واقع شده‌است. باکا توپولا ۱۰۲ متر بالاتر از سطح دریا واقع شده‌است.

## خواهرخوانده
شهرهای بل‌واروش-لیپوت‌واروش، رژنیاوا، گئورگه، هرتسگ نووی، اراخویتسا، سنتش و کیش‌کون‌مایشا خواهرخوانده‌های باکا توپولا هستند.